# 疏勒河站
疏勒河站位于中华人民共和国甘肃省酒泉市瓜州县三道沟镇，建于1956年，是兰新铁路的一个车站。距离兰州站925公里，距上行车站军垦站13公里，距下行车站河东站11公里。因敦煌铁路建设需要，该站2005年7月1日由乌鲁木齐铁路局划归兰州铁路局，現為中国铁路兰州局集团车站。

## 业务范围
- 客运：办理旅客乘降;行李、包裹托运；
- 货运：办理整车货物发到